# ۱۸۸۵
۱۸۸۵ (میلادی) هزار و هشتصد  و هشتاد و پنجمین سال تقویم میلادی است.

## رویدادها
پیوستن ایالات جنوبی به ایالات شمالی آمریکا و به پایان رسیدن دوره ی برده‌داری در آمریکا
پایان گرفتن جنگ داخلی آمریکا

## زادروزها
- ۹ ژانویه – ادوارد پلو کوینان، نظامی اهل بریتانیا (د. ۱۹۶۰)
- ۱ فوریه – فریدریش کلنر، سیاست‌مدار و نویسنده آلمانی (د. ۱۹۷۰)
- ۹ فوریه – آلبان برگ، آهنگساز اتریشی (د. ۱۹۳۵)
- ۱ آوریل – والاس بیری، بازیگر آمریکایی (د. ۱۹۴۹)
- ۱۷ آوریل – کارن بلیکسن، نویسنده دانمارکی (د. ۱۹۶۲)
- ۲۰ آوریل – ابوالفضل قرایف، دانشمند، پزشک و سیاستمدار اهل جمهوری آذربایجان (د. ۱۹۵۲)
- ۲ مه – هدا هاپر، بازیگر آمریکایی (د. ۱۹۶۶)
- ۷ اکتبر – نیلز بور، فیزیک‌دان، بازیکن فوتبال، و شیمی‌دان دانمارکی (د. ۱۹۶۲)
- ۲ نوامبر – هارلو شپلی، ستاره‌شناس آمریکایی (د. ۱۹۷۲)
- ۲۰ نوامبر – هاینریش برونینگ، سیاست‌مدار آلمانی (د. ۱۹۷۰)
- ۶ ژانویه – فلورنس ترنر، فیلمنامه‌نویس، بازیگر، نویسنده، و کارگردان آمریکایی (د. ۱۹۴۶)
- ۱۲ آوریل – هرمان هوت، سرباز آلمانی (د. ۱۹۷۱)
- ۴ ژوئیه – لوئیس مایر، تهیه‌کننده آمریکایی (د. ۱۹۵۷)
- ۶ ژوئیه – ارنست بوش، نظامی آلمانی (د. ۱۹۴۵)
- ۷ اوت – بیلی برک، بازیگر آمریکایی (د. ۱۹۷۰)
- ۵ نوامبر – ویل دورانت، فیلسوف، نویسنده، و تاریخ‌نگار آمریکایی (د. ۱۹۸۱)
- ۳۰ نوامبر – آلبرت کسلرینگ، سرباز آلمانی (د. ۱۹۶۰)

## درگذشتگان
- ۱۳ ژانویه – شویلر کولفکس، سیاست‌مدار آمریکایی (ز. ۱۸۲۳)
- ۲۲ ژوئن – محمد احمد، سیاست‌مدار سودانی (ز. ۱۸۴۴)
- ۱۶ نوامبر – لوئیز رییل، سیاست‌مدار کانادایی (ز. ۱۸۴۴)
- ۲۶ نوامبر – توماس اندروز (دانشمند)، فیزیک‌دان و شیمی‌دان ایرلندی (ز. ۱۸۱۳)
- ۲۳ ژوئیه – یولیسیز سایمن گرانت، افسر، نویسنده، کاشف، و سیاست‌مدار آمریکایی (ز. ۱۸۲۲)
- ۲۹ اکتبر – جورج بی مک‌کللن، افسر آمریکایی (ز. ۱۸۲۶)